# Souris AMX

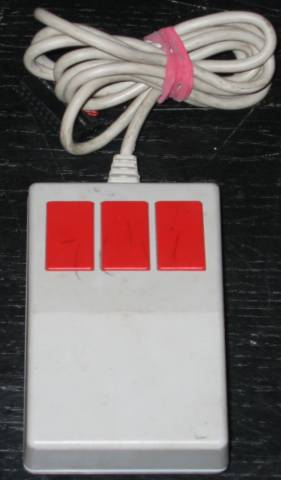
Une souris AMX (type 2).

La souris AMX, en anglais, AMX Mouse, est une souris développée par Advanced Memory Systems en 1985 pour les ordinateurs ZX Spectrum, Amstrad CPC, Amstrad PCW et BBC Micro.